# Ismaeel Mohammad
Ismaeel Mohammad (ur. 5 kwietnia 1990 w Dosze) – katarski piłkarz, występujący na pozycji napastnika w katarskim klubie Al-Duhail SC oraz w reprezentacji Kataru. Uczestnik Pucharu Azji 2015, Złotego Pucharu CONCACAF 2021, Mistrzostw Świata 2022 i Pucharu Azji 2023.

## Statystyki

### Klubowe
Na podstawie:
| Klub         | Sezonów | Liga               | Liga  | Liga   | Puchar krajowy | Puchar krajowy | Kontynentalne | Kontynentalne | Suma  | Suma   |
| Klub         | Sezonów | Liga               | Mecze | Bramki | Mecze          | Bramki         | Mecze         | Bramki        | Mecze | Bramki |
| ------------ | ------- | ------------------ | ----- | ------ | -------------- | -------------- | ------------- | ------------- | ----- | ------ |
| El Jaish SC  | 5       | Qatar Stars League | 99    | 21     | 1              | 1              | 32            | 4             | 132   | 26     |
| Al-Duhail SC | 8       | Qatar Stars League | 116   | 14     | 16             | 3              | 43            | 5             | 175   | 22     |
|              | Łącznie | Łącznie            | 215   | 35     | 17             | 4              | 75            | 9             | 307   | 48     |

### Reprezentacyjne
Na podstawie:
| Gole w reprezentacji | Gole w reprezentacji | Gole w reprezentacji | Gole w reprezentacji | Gole w reprezentacji | Gole w reprezentacji | Gole w reprezentacji | Gole w reprezentacji | Gole w reprezentacji |
| Lp.                  | Data                 | Miasto               | Przeciwnik           | Wynik                | Czas                 | Gole                 | Inne                 | Rozgrywki            |
| -------------------- | -------------------- | -------------------- | -------------------- | -------------------- | -------------------- | -------------------- | -------------------- | -------------------- |
| 1.                   | 27.12.2014           | Doha                 | Estonia              | 3:0 (3:0)            | 1'–90'               | 36'                  |                      | mecz towarzyski      |
| 2.                   | 03.09.2015           | Doha                 | Bhutan               | 15:0 (8:0)           | 68'–90'              | 75'                  |                      | Eliminacje MŚ 2018   |
| 3.                   | 21.03.2018           | Basra                | Irak                 | 2:3 (1:2)            | 1'–90'               | 63'                  |                      | mecz towarzyski      |

## Sukcesy
Na podstawie:

### Klubowe
Z Al-Duhail SC:
- Mistrz Kataru 2011/12, 2013/14, 2014/15, 2016/17, 2017/18, 2019/20, 2022/23
- Puchar Kataru 2021/22
- Puchar Ligi Katarskiej: 2023
- Superpuchar Kataru: 2015/16